# Cinc anells de Moscou
Els Cinc anells de Moscou és una competició ciclista per etapes que es disputa als voltants de Moscou (Rússia). La primera edició data del 1993 amb corredors amateurs. L'any 2005 ja va formar part del calendari de l'UCI Europa Tour i amb ciclistes professionals.

## Palmarès
| Any              | Vencedor             | Segon               | Tercer               |
| ---------------- | -------------------- | ------------------- | -------------------- |
| 1993             | Yuri Amelkhin        |                     |                      |
| 1994             | Alexander Zaitsev    |                     |                      |
| 1995             | Sergei Kuznetsov     |                     |                      |
| 1996             | Roman Fadeyev        |                     |                      |
| 1997             | Oleg Grixkin         |                     |                      |
| 1998             | Dimitri Galkin       |                     |                      |
| 1999             | Sergey Koudentsov    |                     |                      |
| 2000             | Dmitry Gorbachev     |                     |                      |
| 2001             | Ivan Terenin         |                     |                      |
| 2002             | Andrey Pchelkin      | Ivan Terenin        | Mikhail Mikheev      |
| 2003             | Andrey Pchelkin      | Ievgueni Sokolov    | Sergej Polukhine     |
| 2004             | Ivan Terenin         |                     |                      |
| 2005             | Eduard Vorgànov      | Vladislav Boríssov  | Ievgueni Sokolov     |
| 2006             | Aleksandr Khatúntsev | Denís Kostiuk       | Aliaksandr Kutxinski |
| 2007             | Aliaksandr Kutxinski | Serguei Firsànov    | Aleksandr Mirónov    |
| 2008             | Denís Galimziànov    | Aleksandr Mirónov   | Дмитро Кривцов       |
| 2009             | Timofei Kritski      | Andreas Schillinger | Dirk Müller          |
| 2010             | Serguei Firsànov     | Serguei Rudaskov    | Vitali Popkov        |
| 2011             | Serguei Firsànov     | Ivan Stević         | Grischa Janorschke   |
| 2012             | Ígor Bóiev           | Ivan Stević         | Dirk Müller          |
| 2013             | Maksim Ràzumov       | Denís Kostiuk       | Serguei Klímov       |
| 2014             | Andrei Soloménnikov  | Serguei Lagutin     | Oleksandr Polivoda   |
| 2015             | Oleksandr Polivoda   | Andrí Khripta       | Andrei Soloménnikov  |
| 2016 no disputat |                      |                     |                      |
| 2017             | Iuri Trofímov        | Vladislav Duiunov   | Evgeny Kobernyak     |
| 2018             | Andrey Prostokishin  | Kiril Pozdniakov    | Artur Ierxov         |
| 2019             | Iauhen Sobal         | Gleb Kugayevsky     | Vladislav Duiunov    |
| 2021             | Igor Frolov          | Roman Maikin        | Dmitri Puzanov       |
| 2022             | Andrei Stepanov      | Evgeny Tikhonin     | Piotr Rikunov        |
| 2023             | Piotr Rikunov        | Ilia Shchegolkov    | Iauhèn Karaliok      |
| 2024             | Lev Gonov            | Ivan Smirnov        | Ilia Shchegolkov     |